# Simulium niha
Simulium niha är en tvåvingeart som beskrevs av Giuducelli och Dia 1986. Simulium niha ingår i släktet Simulium och familjen knott.
Artens utbredningsområde är Libanon. Inga underarter finns listade i Catalogue of Life.